# Try My Love
Try My Love é o álbum de estreia do cantor estadunidense Jeremy Jordan, lançado em 1993 pela Giant Records. 
Para promovê-lo quatro singles foram lançados, a saber: "The Right Kind of Love", "Wannagirl", "Try My Love" e "My Love Is Good Enough", respectivamente. Enquanto a primeira canção citada foi a que obteve o maior sucesso nas tabelas musicais e foi incluída na trilha sonora da série de televisão estadunidense Beverly Hills, 90210, as duas últimas fizeram parte da trilha sonora do filme Airbone (bra: Manobra Super Radical), de 1993. 
Comercialmente, o álbum obteve sucesso moderado. Alcançou a posição de #179 na parada Billboard 200 e obteve vendas de mais de 400.000 cópias em todo o mundo.
Este seria o último álbum de estúdio lançado por Jordan por uma grande gravadora. 

## Antecedentes
Em 1990, Jordan queria se envolver com cinema e assinar com uma agência de talentos em Chicago, mas foi proibido já que o orfanato que ele morava ficava em Mooseheart, (perto de North Aurora), a 40 milhas de distância.
Em 1991, quando Jordan tinha dezessete anos, antes do Dia de Ação de Graças daquele ano, ele se mudou para Chicago para ficar com os pais de um amigo. Após uma briga foi expulso da casa onde morava e acabou sem teto, morando no metrô até conhecer seu empresário Peter Schivarelli. Ele então assinou um contrato com a Giant Records.

## Singles
"The Right Kind of Love": lançada no final de 1992 como uma das faixas principais da trilha sonora da série Beverly Hills, 90210, a canção é o single de maior sucesso lançado por Jordan. Um videoclipe da música também foi lançado e era exibido no final da série.
"Wannagirl": lançada no início de 1993, a música apareceu nas paradas dos Estados Unidos (# 28 na Billboard Hot 100, # 11 no Mainstream Top 40, # 20 Radio Songs e # 24 no Rhythmic) no Canadá (#42 no Top Singles) e na Austrália (#22 no Top Singles). Um videoclipe foi lançado para promover a música.
"Try My Love": lançado em 1993, também foi lançado um videoclipe promocional dirigido por Antoine Fuqua. A música foi incluída no filme Airborne. O maxi-single inclui a "versão Radio" e a "versão Instrumental" da música. A versão "Vocal Breakdown" pode ser encontrada no álbum remixado Jeremy The Remix.
"My Love is Good Enough": lançado em 1994, o single foi aclamado pela revista Billboard. Um dos críticos da revista mencionada, Larry Flick, disse: "Jordan brilha naquele que é facilmente seu single mais forte até hoje". Apesar dos elogios, a faixa falhou em aparecer nas paradas musicais e nenhum videoclipe foi feito para ela. A música foi incluída no filme Airborne de 1993. O maxi-single inclui 4 versões alternativas: "InDaSoul Radio Mix" (3:58); "M.Doc & Jere MC Street Radio Mix" (3:56), "Jamie's House Edit" (4:16) e "InDaSoul Extended Instrumental" (4:59).

## Jeremy The Remix
Aproveitando a boa repercussão do álbum em terras japonesas (atingiu o top 40 da Oricon), a Giant Records lançou de forma exclusiva no país uma compilação intitulada Jeremy The Remix, com 10 faixas que incluíam três músicas de Try My Love (The Right Kind of Love", "Wannagirl" e "Try my Love") e suas respectivas versões remixadas.
Lançado unicamente no formato CD, inclui vários cartões postais, fotos e uma carta de agradecimento para os fãs.
Na Oricon atingiu pico na posição de número 70 e vendeu 6.510 cópias no país.

## Recepção crítica
| Críticas profissionais | Críticas profissionais |
| Avaliações da crítica  | Avaliações da crítica  |
| Fonte                  | Avaliação              |
| ---------------------- | ---------------------- |
| Allmusic               | [ 15 ]                 |

Try My Love recebeu resenhas favoráveis dos críticos especializados em música. 
Matt Collar do site AllMusic o avaliou com três estrelas de cinco e afirmou que "o álbum mostra a voz comovente, embora leve, de Jordan com uma produção de R&B pesada e pronta para rádio". Também afirmou que "embora o álbum contenha totalmente muito filler, o gancho melódico de Todd Rundgren em "Right Kind of Love" quase o qualifica como um clássico da década."

## Lista de faixas
Créditos adaptados do site AllMusic.
| N.º | Título                                 | Compositor(es)                                        | Duração |  |
| 1.  | "Instrlude"                            | Jeremy Jordan                                         | 1:26    |  |
| 2.  | "My Love is Good Enough"               | Robbie Nevil/Steve Dubin                              | 4:56    |  |
| 3.  | "Wannagirl"                            | Keith Thomas/Tony Haynes                              | 4:29    |  |
| 4.  | "The Right Kind of Love"               | Lotti Golden/Robbie Nevil/Tommy Faragher              | 4:33    |  |
| 5.  | "Try My Love"                          | Nick Mundy                                            | 4:55    |  |
| 6.  | "Do It to the Music"                   | Al B. Sure!/Kyle West                                 | 4:35    |  |
| 7.  | "A Different Man"                      | Dave Simmons/Emanuel Officer/John Howcott             | 4:54    |  |
| 8.  | "Lovin' On Hold"                       | Donald Parks/Emanuel Officer/John Howcott             | 4:31    |  |
| 9.  | "I Wanna Be with You"                  | Darcy Touré/Donald Parks/Emanuel Officer/John Howcott | 4:36    |  |
| 10. | "Girl You Got it Goin' On"             | B. Wild/Rhett Lawrence/Tony Haynes                    | 3:38    |  |
| 11. | "Show Me Where it Hurts"               | Laythan Armor/Robbie Nevil                            | 4:28    |  |
| 12. | "My Name Is J.J."                      | Al B. Sure!                                           | 4:32    |  |
| 13. | "It's Alright" (This Love is for Real) | Lotti Golden/Robbie Nevil/Tommy Faragher              | 3:50    |  |

| Faixas bônus da edição japonesa |                                             |                                          |         |  |
| N.º                             | Título                                      | Compositor(es)                           | Duração |  |
| 14.                             | "Wannagirl" (Streetgirl Mix)                | Keith Thomas/Tony Haynes                 | 6:06    |  |
| 15.                             | "The Right Kind Of Love" (Hip Hop Jeep Mix) | Lotti Golden/Robbie Nevil/Tommy Faragher | 5:45    |  |

| Jeremy The Remix |                                              |                                          |         |  |
| N.º              | Título                                       | Compositor(es)                           | Duração |  |
| 1.               | "The Right Kind of Love" (Main Mix (No Rap)) | Lotti Golden/Robbie Nevil/Tommy Faragher | 4:11    |  |
| 2.               | "The Right Kind Of Love" (Sex Mix)           | Lotti Golden/Robbie Nevil/Tommy Faragher | 4:32    |  |
| 3.               | "The Right Kind Of Love" (Rock Solo)         | Lotti Golden/Robbie Nevil/Tommy Faragher | 4:11    |  |
| 4.               | "The Right Kind Of Love" (Quiet Storm Mix)   | Lotti Golden/Robbie Nevil/Tommy Faragher | 5:46    |  |
| 5.               | "Wannagirl" (Preferred Pop Mix)              | Keith Thomas/Tony Haynes                 | 4:00    |  |
| 6.               | "Wannagirl" (A Cappella Mix)                 | Keith Thomas/Tony Haynes                 | 4:32    |  |
| 7.               | "Wannagirl" (Streetgirl Instrumental)        | Keith Thomas/Tony Haynes                 | 5:30    |  |
| 8.               | "Try My Love" (Radio Edit)                   | Nick Mundy                               | 4:03    |  |
| 9.               | "Try My Love" (Vocal Breakdown)              | Nick Mundy                               | 4:39    |  |
| 10.              | "Try My Love" (Instrumental)                 | Nick Mundy                               | 4:54    |  |

## Tabelas

### Tabelas semanais
| Tabela musical (1993)          | Melhor posição |
| ------------------------------ | -------------- |
| Austrália (ARIA)               | 29             |
| Estados Unidos (Billboard 200) | 176            |
| EUA Top Heatseekers            | 9              |
| Japanease Albums (Oricon)      | 31             |